# Центральное Успенское кладбище (Сочи)
Центра́льное Успе́нское кла́дбище — самое крупное кладбище в Центральном районе города Сочи, Краснодарский край, Россия.

## Расположение
Первоначально кладбище располагалось за стенами крепости. Первое же городское кладбище находилось на улице Параллельной, где сейчас находится Завокзальный мемориальный комплекс. Оно делилось на Верхнюю и Нижнюю части. Снос могил проходил в 1972-1973. Захоронения начали производить дальше от центра города, в верховьях и на обоих берегах реки Верещагинки. В настоящий момент Новое место граничит с микрорайоном Больничный Городок и селом Нижний Юрт.

## История
Старая часть кладбища основана в 1940-е. Новая часть — в 1966. Полностью закрыто для первичных захоронений в 1998. Площадь — 78,75 га. Более 90 тыс. захоронений. С заложением в 1995 Православной Часовни Успения Богородицы кладбище получило, согласно русской традиции, название Успенского.
На территории кладбища находится памятник Советским воинам, павшим в годы Великой Отечественной войны.

## Часовня Успения Богородицы
Храм Успе́ния Пресвято́й Богоро́дицы — православный храм на Центральном кладбище.
Заложен 8 мая 1995 в честь 50-летия Победы в Великой Отечественной войне. В 1996 освящён патриархом Московским и Всея Руси Алексием II. Первая литургия состоялась 22 июня 1997. Архитектор — Ф. И. Афуксениди.
23 ноября 2009 года освящен верхний придел в честь святого великомученика Георгия Победоносца

## Адрес
354000 Россия, Сочи, ул. Дагомысская, 45 (старая часть); ул. Пятигорская, 1 (новая часть)
354000 Россия, г. Сочи, ул. Дагомысская, 50 (Часовня Успения Богородицы)